# Юфрейжа Доннеллі
Юфрейжа Доннеллі (англ. Euphrasia Donnelly; 6 червня 1905 — 20 травня 1963) — американська плавчиня.
Олімпійська чемпіонка 1924 року.